# Бауман, Алиса
Али́са Ба́уман или Алисса Бауманн (англ. Alyssa Baumann; род. 17 мая 1998 года, Даллас, штат Техас, США) — американская гимнастка, серебряная призёрка Чемпионата США по спортивной гимнастике 2014 года в упражнении на бревне (поделила второе место с Симоной Байлз), чемпионка мира 2014 года в командном первенстве.